# Aleksander Paluszek
Aleksander Paluszek, né le 9 avril 2001 à Wrocław en Pologne, est un footballeur polonais qui joue au poste de défenseur central au Śląsk Wrocław.

## Biographie

### En club
Né à Wrocław en Pologne, Aleksander Paluszek est formé par le club local du Śląsk Wrocław. Il ne joue toutefois aucun match en équipe première avec ce club et rejoint à l'été 2019 le Górnik Zabrze. Il signe le 13 juin 2019 un contrat de deux ans plus une année supplémentaire en option,.
Il joue son premier match en professionnel avec ce club lors d'une rencontre de championnat face au Wisła Płock, le 6 juillet 2020. Il est titularisé dans une défense à trois centraux aux côtés de Przemysław Wiśniewski et Paweł Bochniewicz, et son équipe s'incline par un but à zéro,.
Le 21 juin 2021, Paluszek prolonge son contrat au Górnik Zabrze jusqu'en juin 2024. En juillet 2021, il est prêté en Slovaquie, au FK Pohronie.
Lors de la saison 2022-2023, Paluszek s'impose dans l'équipe première du Górnik Zabrze. Il est par ailleurs nommé meilleur jeune joueur du mois d'août 2022, s'étant notamment distingué en marquant deux buts et délivrant une passe décisive durant cette période.
Le 1 août 2023, Aleksander Paluszek rejoint le Śląsk Wrocław. Il signe un contrat de deux ans, soit jusqu'en juin 2025, plus une année supplémentaire en option. Il revient dans un club où il a déjà joué dans les équipes de jeunes,

### En sélection
Aleksander Paluszek représente l'équipe de Pologne des moins de 18 ans. Avec cette sélection il joue deux matchs en février 2019.